# Cryptothele alluaudi
Cryptothele alluaudi là một loài nhện trong họ Zodariidae.
Loài này thuộc chi Cryptothele. Cryptothele alluaudi được Eugène Simon miêu tả năm 1893.